# یین لیانچی
یین لیانچی (انگلیسی: Yin Lianchi؛ زادهٔ ۱۲ ژانویهٔ ۱۹۸۴) شمشیرباز اهل چین بود. وی در بازی‌های المپیک تابستانی ۲۰۰۸ شرکت کرده‌است